# ラクタシスチン
ラクタシスチン (Lactacystin) は、ラクタム構造を有する天然有機化合物の1種。1991年に大村智らによってストレプトマイセス属の細菌から単離された。
本化合物はNeuro 2a細胞に対する神経突起伸長誘導剤のスクリーニングによって発見された。ラクタシスチンは生化学や細胞生物学の分野で、プロテアソーム特異的な阻害剤として一般的に利用されており、合成研究を含む本化合物に関する文献は300以上にものぼる。1992年にイライアス・コーリーらによる報告を初めとして、いくつかの全合成の報告が成されている。

## 作用機構
ラクタシスチンはシステインプロテアーゼおよびスレオニンプロテアーゼに対する阻害活性を示さない。プロテアソームに対しては、キモトリプシン様活性を最も強く阻害する。トリプシン様活性が次に続き、これらに対する阻害は不可逆的である。ペプジルグルタミルペプチド加水分解活性に対する阻害は可逆的であり相対的に弱い。ラクタシスチンのプロテアソーム阻害活性の本体は、ラクタシスチンが非酵素的に分解し生成される、clasto-ラクタシスチン β-ラクトン (Omuralide、図1) であることが明らかにされている。clasto-ラクタシスチン β-ラクトンはプロテアソームのサブユニットXのN末端側に位置するスレオニン残基と特異的に反応する 。

図1. ラクタシスチンの分解・反応経路